# Wojciech Chróścielewski
Wojciech Aurelian Chróścielewski (ur. 9 czerwca 1952) – polski prawnik, administratywista, profesor nauk prawnych, sędzia Naczelnego Sadu Administracyjnego w stanie spoczynku, syn pisarzy Honoraty Chróścielewskiej i Tadeusza Chróścielewskiego, brat poetki Doroty Chróścielewskiej.

## Życiorys
W 1975 – po ukończeniu studiów na Wydziale Prawa i Administracji Uniwersytetu Łódzkiego – rozpoczął pracę na tym Wydziale i przeszedł wszystkie szczeble kariery akademickiej (dr nauk prawnych 1984, dr hab. 1995), aż do uzyskania tytułu profesora (2002).
Obecnie pracuje w Katedrze Postępowania Administracyjnego i Sądowej Kontroli Administracji. Jest autorem i współautorem ponad 200 publikacji naukowych – monografii, podręczników, komentarzy, studiów, artykułów i glos, w szczególności monografii: Podziały terytorialne specjalne, (1987), Akt administracyjny generalny (1994), Organ administracji publicznej w postępowaniu administracyjnym (2002); podręczników (współautorstwo): Postępowanie administracyjne i sądowoadministracyjne (8 wydań ostatnie 2021), Polskie prawo podatkowe (5 wydań ostatnie 2018), autorem rozdziałów w Systemie Prawa Administracyjnego t. 10 (C.H. Beck 2014 i 2016) oraz w Systemie Prawa Administracyjnego Procesowego (Wolters Kluwer 2018 i 2021), współautorem Komentarza do Kodeksu postępowania administracyjnego (Wolters Kluwer 2019).

## Odznaczenia i nagrody
W 2000 otrzymał Złoty Krzyż Zasługi, a w 2010 r. został mu przez ówczesna Krajową Radę Sądownictwa nadany Medal „Zasłużony dla Wymiaru Sprawiedliwości – Bene Merentibus Iustitiae”. Dwukrotnie uhonorowany nagrodą indywidualną Ministra Edukacji Narodowej (1996 i 2003). W 2022 został odznaczony przez Prezydenta RP Andrzeja Dudę Krzyżem Kawalerskim Orderu Odrodzenia Polski za wybitne zasługi w działalności na rzecz rozwoju dziedziny prawa administracyjnego w Polsce,.